# Острів Уоцурі
О́стрів Уоцу́рі або Уоцурі-джі́ма яп. 魚釣島, うおつりじま, МФА: [u.ot͡suɾʲi d͡ʑima], «Рибацький острів») — безлюдний острів у Східно-Китайському морі. Складова групи островів Сенкаку. Розташований на західному краю групи. Належить місту Ісіґакі префектури Окінава, Японія. Віддалений від острова Ішіґакі на 170 км на північний захід. Площа — 3,82 км². Найвища точка — гора Нарахара, висотою 363 м. Берег скелястий, крутий; подекуди висотою 250 м. Довжина берегової лінії — 11 км.　Протяжність з півночі на південь — 1,3 км; з заходу на схід — 3,5 км. Біля берегів пролягають двометрові коралові рифи. З 1978 року на острові працює маяк Берегової охорони Японії.